# 珀烏謝什蒂鄉
45°03′26″N 24°08′23″E / 45.0573°N 24.1398°E
珀烏謝什蒂鄉（羅馬尼亞語：Comuna Păușești, Vâlcea），是羅馬尼亞的鄉份，位於該國西南部，由沃爾恰縣負責管轄，面積22平方公里，海拔高度307米，2002年人口2,924，人口密度每平方公里134人。